# Estádio Monumental José Fierro
O Estádio Monumental José Fierro, anteriormente conhecido como "Grand Stadium", é um estádio multiuso localizado em Tucumã, cidade e capital da província homônima, na Argentina. A praça esportiva, usada principalmente para o futebol, pertencente ao Atlético Tucumán, foi inaugurada em 21 de maio de 1922 e tem capacidade aproximada para 35 200 espectadores.
É até hoje o estádio com maior capacidade da província de Tucumán e de todo o norte da Argentina.

## História
Em 21 de maio de 1922, foi inaugurado o Estádio do Atlético Tucumán com o nome de "Gran Stadium". Foi o primeiro estádio do norte do país a ter arquibancada coberta e de cimento. O jogo inaugural foi um amistoso entre Atlético Tucumán e Racing de Avellaneda, que terminou empatada por 1–1 em uma partida emocionante, segundo reportagens de jornais da época. Donato Penella, que viria a brilhar no Boca Juniors, abriu o placar para os tucumanos, e Alberico Zabaleta empatou para o Racing.
A partir de 1938, o estádio passou a se chamar Monumental. O responsável por esse batismo foi o jornalista Antonio Benejam, que sob o pseudônimo de "Mogreb", escrevia uma coluna semanal no extinto jornal El Orden. O nome atual, Monumental José Fierro, é uma homenagem ao sócio fundador e segundo presidente do Atlético Tucumán entre 1908 e 1921.
Construído com capacidade para 5.000 espectadores e com as obras realizadas ao longo de vários anos, hoje tem capacidade para 35.000 pessoas.

### Mudança de nome
| 21 de maio de 1922 — 1938 | "Gran Stadium"         |
| Desde 1938                | Monumental José Fierro |

## Ficha
| Nome oficial      | Presidente José Fierro                              |
| Motivação do nome | Fundador do clube Atlético Tucumán                  |
| Nome popular      | Monumental                                          |
| Localização       | Entre as ruas 25 de Mayo, Chile, Laprida e Bolivia. |
| Cidade            | San Miguel                                          |
| Departamento      | Capital                                             |
| Província         | Tucumán                                             |
| Inauguração       | 1922                                                |
| Capacidade        | 35 200                                              |